# Eerste oorlog tussen de Sikhs en de Britten
De Eerste Anglo-Sikhoorlog werd uitgevochten tussen het Sikhrijk en de Britse Oost-Indische Compagnie van 1845 tot 1846. Het leidde tot een gedeeltelijke onderwerping van het Sikhrijk aan de Britten.

## Aanloop
Het Sikhrijk in Punjab werd tijdens de vroege jaren van de 19e eeuw uitgebreid en geconsolideerd door maharadja Ranjit Singh. Tegelijkertijd waren de Britten door middel van verovering en annexatie hun grondgebied in India aan het uitbreiden. De grenzen van hun kolonie reikten tot aan Punjab. Ranjit Singh handhaafde een voorzichtige vriendschapspolitiek met de Britten. Aan de ene kant stond hij wat grondgebied ten zuiden van de rivier de Sutlej af, maar aan de andere kant begon hij ook zijn eigen forten te versterken en een legermacht op te bouwen, zowel om de Britten af te schrikken als om oorlog te voeren tegen de Afghanen. Hij nam Amerikaanse en Europese huurlingen aan om het leger te trainen en te leren omgaan met artillerie en hij nam ook contingenten van hindoes en moslims op in zijn leger.
Geholpen door de verdeeldheid onder de Afghanen veroverden de Sikhs de steden Peshawar en Multan, en de Kasjmirvallei.
Ranjit Singh overleed in 1839. Hij werd opgevolgd door zijn zoon Kharak Singh, maar deze was niet populair en werd binnen een paar maanden afgezet. Hij zou later onder duistere omstandigheden overlijden in de gevangenis, mogelijk door vergiftiging. Zijn opvolger was zijn zoon Kanwar Nau Nihal Singh, maar ook die overleed een paar maanden later onder mysterieuze omstandigheden.
Er waren twee grote groepen in Punjab die streefden naar macht en invloed: de sikhistische Sindhanwalia's en de hindoeïstische Dogra's. De laatste groep slaagde erin Sher Singh, een bastaardzoon van Ranjit Singh, benoemd te krijgen als zijn opvolger. De meest prominente Sindhanwalia's zochten hun toevlucht op het Britse grondgebied, maar hadden veel aanhangers onder het leger in de Punjab.
Na de dood van Ranjit Singh werd dat leger in snel tempo uitgebreid, van 29.000 soldaten (en 192 kanonnen) in 1839 naar 80.000 in 1845. Ook landeigenaren en hun ondergeschikten namen de wapens op. Het merendeel van de soldaten in het leger waren Sikhs. De macht van het leger nam toe en het leger vormde steeds meer een staat in de staat. Sher Singh slaagde er niet in tegemoet te komen aan de financiële eisen van het leger. Om die reden werd hij in september 1843 vermoord door zijn neef, een officier uit het leger. De Dogra's namen wraak op de aanslagplegers en stelden Jind Kaur, de weduwe van Ranjit Singh, aan als regentes namens haar minderjarige zoontje Dalip Singh. Hira Singh, de vizier en belangrijkste adviseur van Jind Kaur werd gedood in december 1844, terwijl hij de hoofdstad probeerde te ontvluchten. Daarop benoemde Jind Kaur haar broer Hawahir Sing tot vizier. Deze probeerde het leger voor zich te winnen, met financiële beloften die hij niet kon nakomen. Hij werd in september 1845 vermoord tijdens een militaire parade, in het bijzijn van Jind Kaur en Duleep Singh. Jind Kaur zwoer publiekelijk wraak te nemen.
De Britse Oost-Indische Compagnie was direct na de dood van Ranjit Singh al begonnen met militaire versterkingen in de gebieden die grensden aan Punjab. In 1844 annexeerden de Britten Sindh, iets ten zuiden van Punjab. Ook vestigden ze een militair kwartier in Ferozepur, slechts een paar mijl van de Sutlej, die gold als grens tussen Brits-Indië en Punjab. De Britten zagen het losgeslagen Sikhleger als een bedreiging. Tegelijkertijd waren er onder Britten ook personen die wachtten op een goede aanleiding om Punjab in te nemen, het laatste grote rijk in India dat nog niet in Britse handen was. Bovendien was Punjab welvarend.

## Oorlog

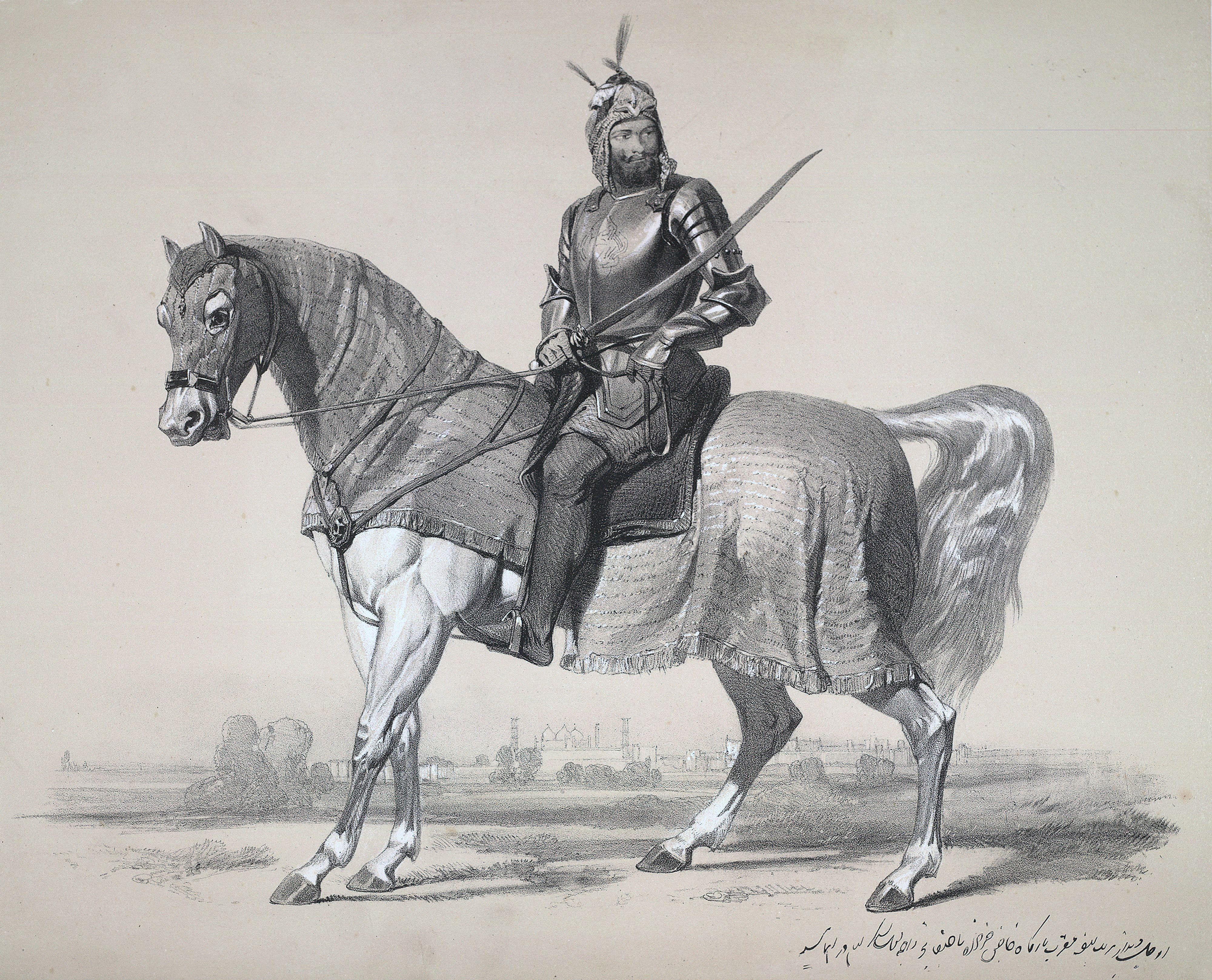
Raja Lal Singh die het leger van de Sikhs leidde

Door toenemende spanningen en verschillende beschuldigingen over en weer verbraken beide landen de diplomatieke relaties met elkaar. Een compagnie van de Oost-Indische Compagnie marcheerde naar Ferozepur, waar al een andere divisie van de Bengal Army, een onderdeel van de Oost-Indische Compagnie, gelegerd was. De Sikhs zagen dit als een bedreiging en begonnen op 11 december 1845 de grens over te steken. De aanvallers waren niet alleen Sikhs, maar onder hen waren ook infanterie-eenheden uit Pashtun, Kasjmir en Punjab.
De Sikhs beweerden dat zij slechts hun eigen stellingen betrokken (met name de stad Moran die door beide kanten geclaimd werd), maar de Britten zagen de acties als een vijandige daad en verklaarden oorlog. Op 18 december vond de eerste slag plaats bij Mudki. Deze werd door de Britten gewonnen. Een tweede grote slag op 21 december eindigde onbeslist, vooral omdat Lal Singh, de leider van het leger, weigerde nog eens aan te vallen, toen de linies van de Britten op het punt stonden te worden doorbroken door uitputting aan hun kant.
De Sikhs bedreigden vervolgens de voorraad- en communicatielijnen van het Britse leger. Een divisie onder leiding van Sir Harry Smith werd erop afgestuurd om hen te ontzetten. Hij slaagde daarin en versloeg in de Slag van Aliwal op 28 januari 1846 opnieuw de Sikhs. Op 10 februari vielen de Britten het bruggenhoofd van de Sikhs aan ten zuiden van de Sutlej. Zij vernietigden de bruggen en daardoor zaten de Sikhs vast. De Sikhs vochten door en de Britten toonden weinig genade. Daardoor werd het grootste deel van het Sikhleger vernietigd.

## Nasleep

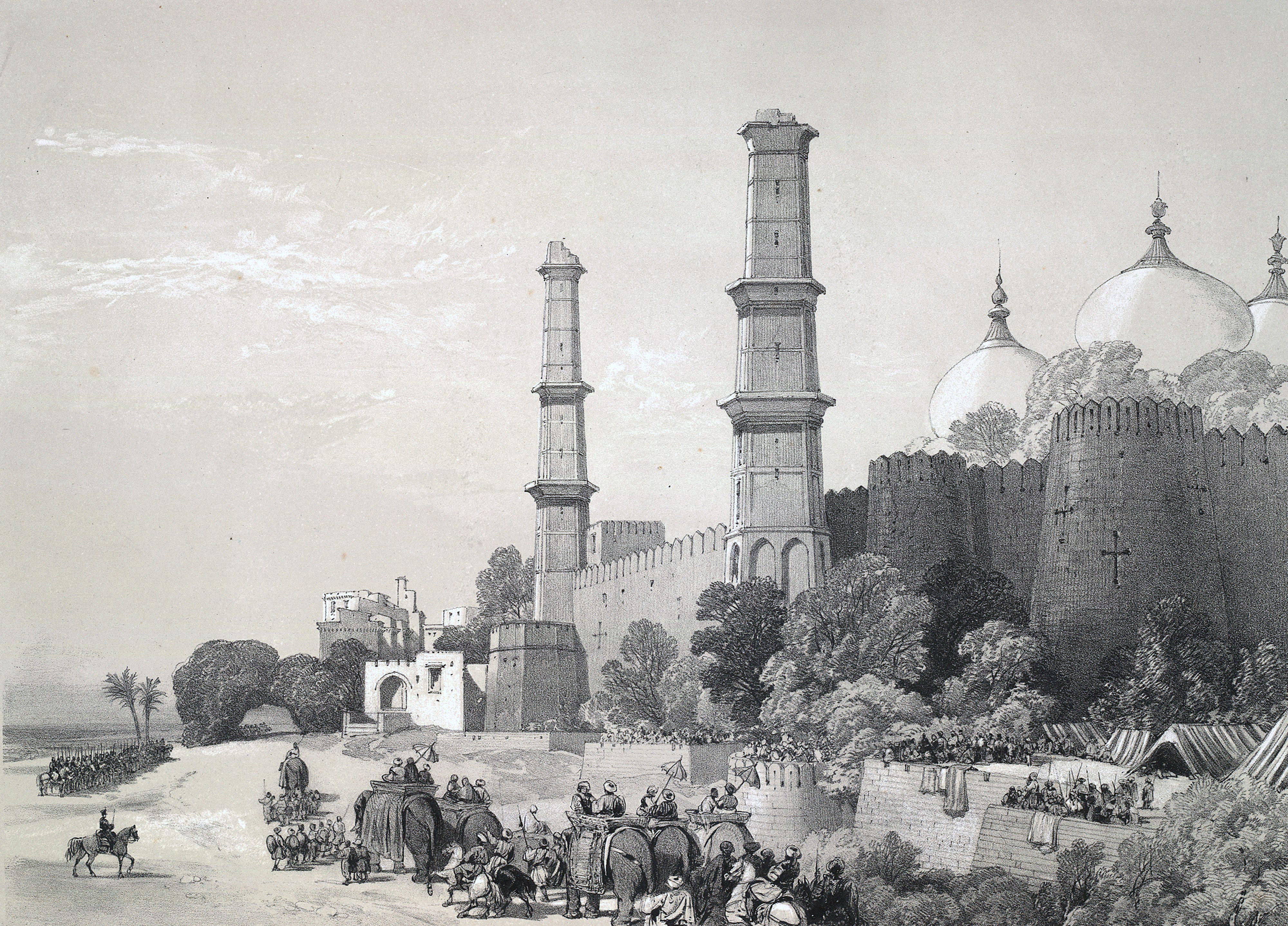
Maharadja Duleep Singh komt de overgave aan de Britten tekenen in Lahore

Op 9 maart 1846 werd het Verdrag van Lahore getekend waarbij de Sikhs het waardevolle gebied tussen de rivieren de Beas en de Sutlej overdroegen. Ook moesten zij een schadevergoeding van 15 miljoen roepies betalen aan de Britten. Omdat de Sikhs daar niet in slaagden, droegen ze ook Kashmir, Hazarah en alle forten, gebieden, rechten en belangen tussen de Beas en de Indus over. In een latere regeling kocht de Raja van Jammu, Gulab Singh, Kashmir van de Britten voor 7,5 miljoen roepies. Hij kreeg toen de titel Maharadja van Jamnu en Kashmir.
Duleep Singh bleef aan als leider van de Sikhs en zijn moeder bleef regentes. Een jaar later trof hij echter met de Britten een regeling waardoor hij zelf een pensioen ontving van honderdvijftigduizend roepies. Hij werd vervangen door een Britse resident, bijgestaan door een regentenraad. Hierdoor kreeg de Oost-Indische Compagnie feitelijk de controle over de regering. Twee jaar later brak de Tweede Sikhoorlog uit.